# أنتوني دي بونافنتورا
أنتوني دي بونافنتورا (بالإنجليزية: Anthony di Bonaventura)‏ (و. 1929 – 2012 م)هو معلم موسيقى، وعازف بيانو من الولايات المتحدة الأمريكية .